# 2. List Jana

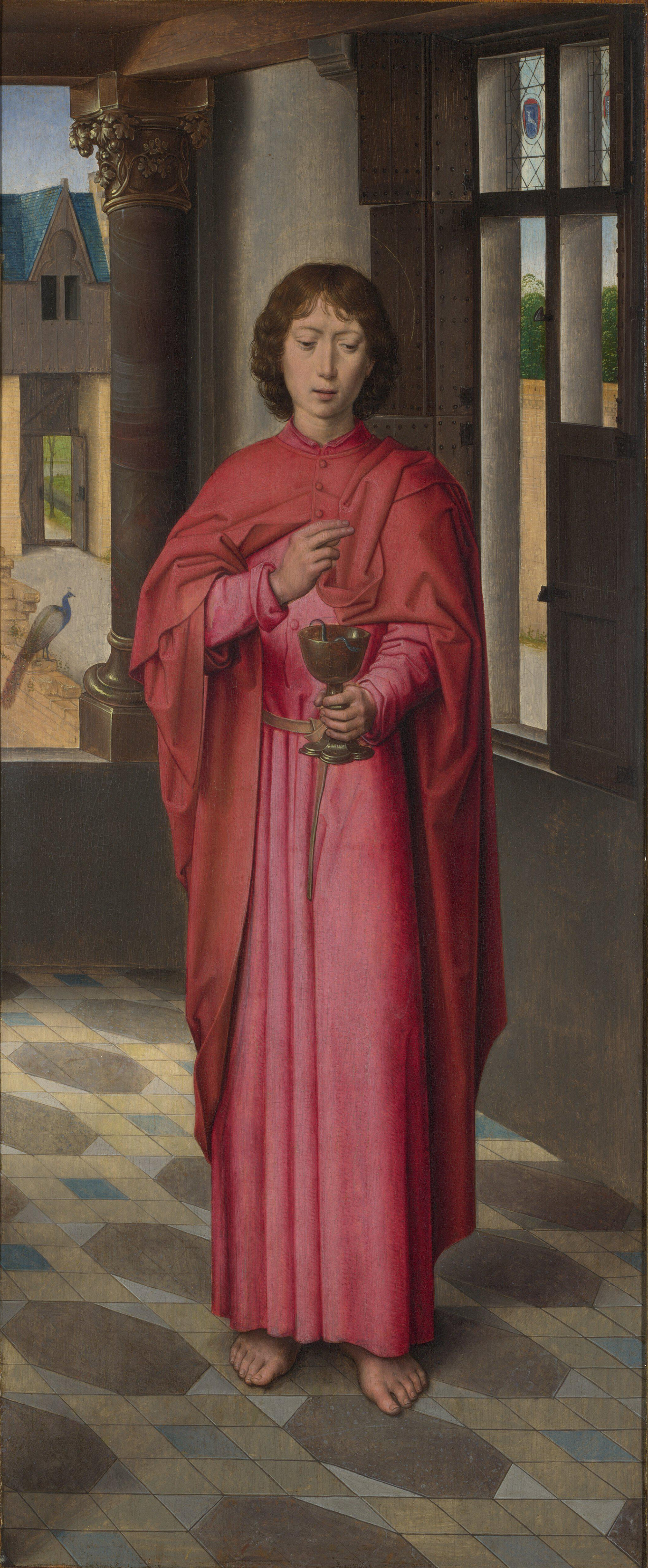
Hans Memling: św. Jan Apostoł

Drugi List św. Jana [2 J lub 2 Jan] – księga Nowego Testamentu przypisywana  apostołowi Janowi, autorowi Ewangelii Jana, autor podobnie jak w 3. Liście Jana nazywa siebie prezbiterem. List skierowany do „Wybranej Pani” – co zapewne oznacza nieznaną nam gminę chrześcijańską. Z 13 wersetów 7 znajduje się w 1. Liście Jana. List zaleca miłość braterską i przestrzega przed „zwodzicielami”, „którzy nie uznają, że Jezus Chrystus przyszedł w ciele ludzkim” (werset 7).
Autor nie podaje swego imienia, określa siebie mianem „prezbitera” (starszego).
Co do miejsca i czasu powstania Listu nie można nic pewnego powiedzieć. Przypuszcza się, że powstał w końcu I wieku w Efezie. Odbiorcami Listu jest bliżej nam nieznana wspólnota chrześcijan, prawdopodobnie z Azji Mniejszej.
Panią wybraną prawdopodobnie nie jest jakaś chrześcijanka goszcząca misjonarzy (tak chciał Klemens Aleksandryjski), przyjmuje się na ogół, że jest to symboliczne określenie Kościoła. Dziećmi „Pani” są członkowie wspólnoty.
Ze względu na krótkość Listu brak głosów w najwcześniejszej tradycji poświadczających jego kanoniczność. Dopiero w połowie III wieku uznany został powszechnie za kanoniczny. Wątpliwości co do kanoniczności ożyły ponownie w okresie reformacji. Marcin Luter przypisał mu niższą kanoniczność.